# Frontiers
Frontiers är det åttonde studioalbumet av det amerikanska rockbandet Journey. Albumet räknas som ett av bandets bästa med många hitlåtar som Separate Ways, After the Fall, Faithfully, Send Her My Love, Only the Young, Ask the Lonely och Only Solutions. Det är det näst mest sålda albumet av Journey, efter föregångaren Escape. De fyra sista låtarna på skivan, Only the Young, Ask the Lonely, Liberty och Only Solutions fanns bara med på en specialutgåva från 2006. De flesta av låtarna skrevs av sångaren Steve Perry, pianisten Jonathan Cain och gitarristen Neal Schon men även Steve Smith, trummisen i bandet, medverkade i skrivandet på en låt (Frontiers).

## Låtlista
1. Separate Ways (Worlds Apart)
2. Send Her My Love
3. Chain Reaction
4. After the Fall
5. Faithfully
6. Edge of the Blade
7. Troubled Child
8. Back Talk
9. Frontiers
10. Rubicon
11. Only the Young
12. Ask the Lonely
13. Liberty
14. Only Solutions